# Roxburgh
Roxburgh (schottisch-gälisch: Rosbrog) ist der Name eines Dorfes, das einst Hauptort der schottischen Grafschaft Roxburghshire war. Es liegt wenige Kilometer von Kelso und der Grenze zu England entfernt gehört heute zur Council Area Scottish Borders.

## Historische Stadt Roxburg
Die historische Stadt Roxburgh, die etwa zweieinhalb Kilometer nordöstlich des Dorfes lag, existiert heute nicht mehr. Während des Mittelalters war Roxburgh neben Edinburgh, Stirling und Berwick-upon-Tweed eine der bedeutendsten Städte des Landes. Sie lag auf einer Halbinsel zwischen den Flüssen Tweed und Teviot im Zentrum der Lowlands und diente als Verteidigungsstützpunkt gegen englische Invasoren. Das Schloss Roxburgh Castle bewachte die schmalste Stelle der Halbinsel.
König David I. erhob Roxburgh in den Rang einer königlichen Stadt (Royal Burgh) und gewährte der Stadt das Recht, Münzen zu prägen. Auf dem Höhepunkt des Wohlstands gab es hier nicht weniger als fünf Münzprägestätten. Die Stadt hatte drei Kirchen, ein Schloss, eine königliche Residenz, mehrere Schulen und öffentliche Gebäude, mehrere Märkte und auch ein Kloster. Roxburgh war ein Handelszentrum, nicht nur regional, sondern auch international. Bankiers aus Italien und Händler aus ganz Europa kamen hierher, um Handel mit Wolle und Leder zu treiben.
Die Stadt wurde zwischen dem 13. und 15. Jahrhundert wiederholt von englischen und schottischen Truppen erobert und wieder zurückerobert, insbesondere zwischen 1296 und 1318 während der schottischen Unabhängigkeitskriege. Im Jahr 1460 zerstörten die Schotten das Schloss endgültig. Bei diesem Feldzug starb König Jakob II., als unmittelbar neben ihm eine Kanone explodierte. Nachdem Berwick-upon-Tweed im Jahr 1482 endgültig von den Engländern erobert worden war, verlor Roxburgh seinen Zugang zum Meer und damit zu den europäischen Märkten. Die wenigen noch verbliebenen Einwohner verließen die Stadt und zogen ins nahe gelegene Kelso. Roxburgh zerfiel innerhalb weniger Jahre; heute sind nur noch einige Ruinen vorhanden. Der Name ging an das bedeutend kleinere Dorf über.